# Taba

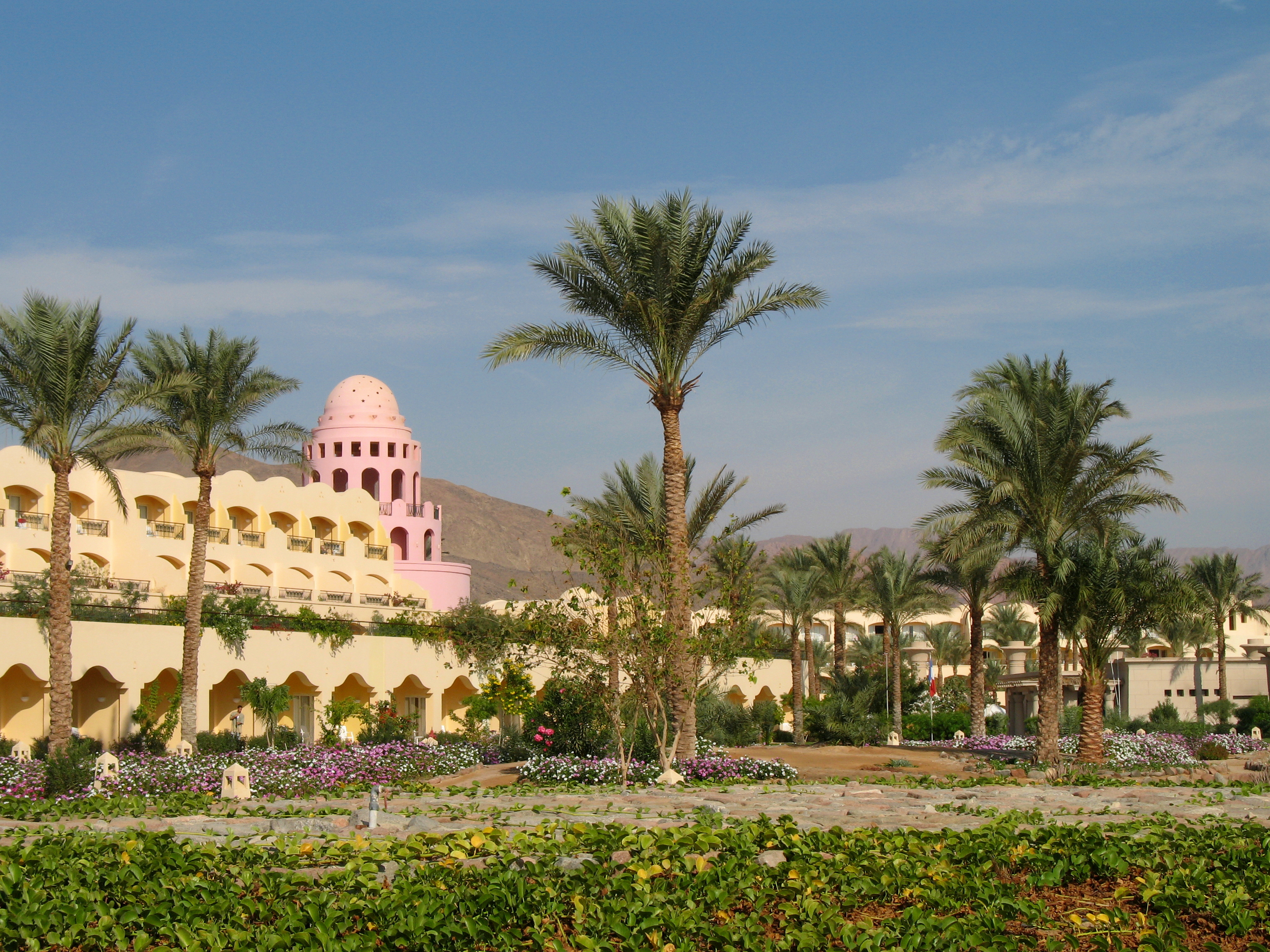
Taba - Sofitel

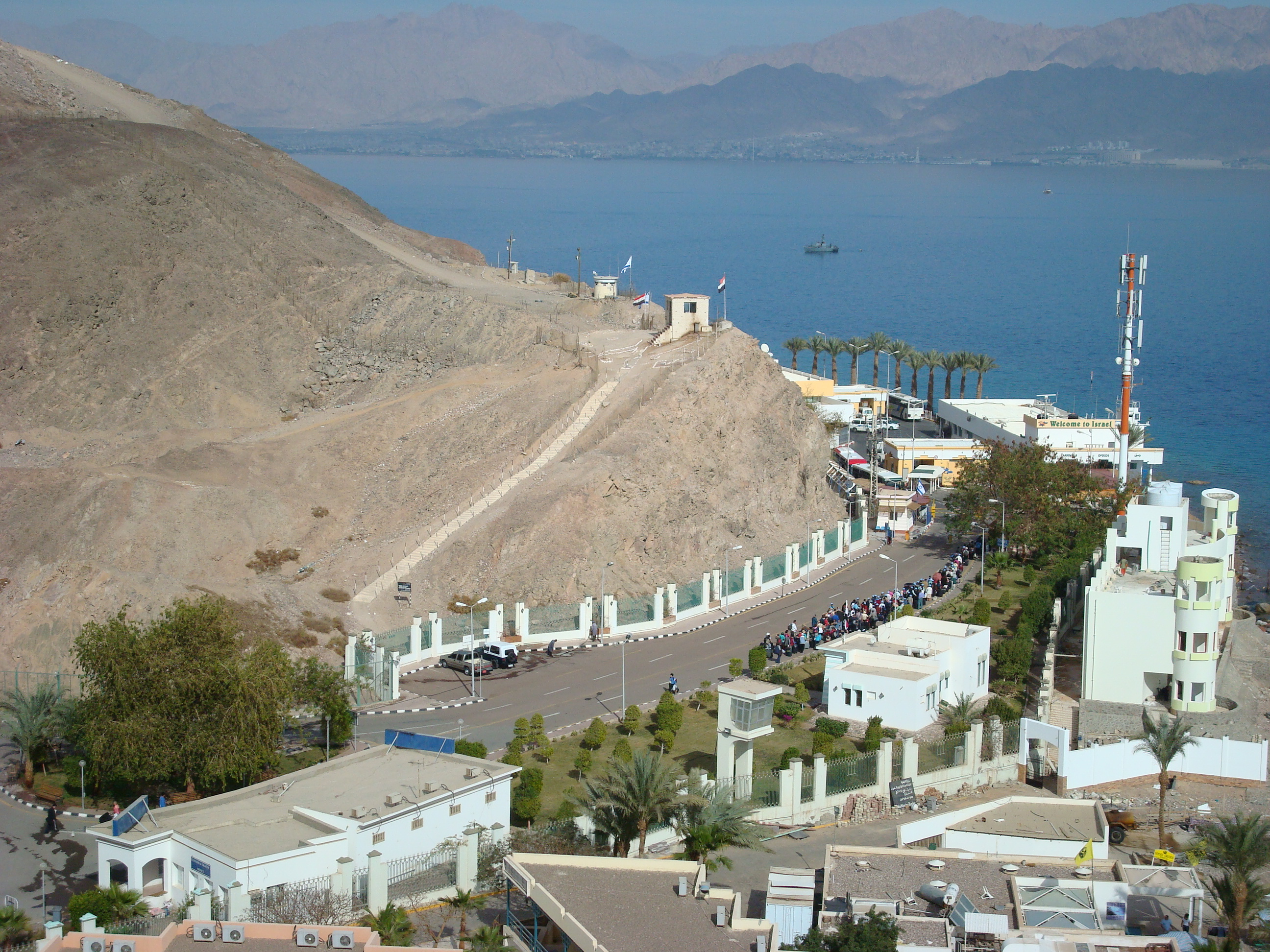
hraniční přechod Taba s Izraelem

Taba (arabsky طابا) je egyptské turistické letovisko na pobřeží Akabského zálivu těsně u hranice s Izraelem, se kterým je spojuje hraniční přechod Taba. Na protějším břehu Akabského zálivu leží pobřeží Jordánska.
Taba není typickým městem, byla zde vesnice, ze které vzniklo poměrně luxusní turistické letovisko, kde se nachází prakticky jen hotelové resorty. Vzhledem k blízkosti velmi hlídané hranice s Izraelem není turistům doporučováno opouštět hotelové komplexy.[zdroj?]
Taba je oblíbená především pro své pláže a moře s bohatým podmořským životem a zachovalými korálovými útesy. Turisté zde často podnikají výlety do Izraele, a to do oblasti Mrtvého moře a nebo ke světoznámému skalnímu jordánskému městu Petra.

## Dějiny
Od roku 1967 byla Taba okupována Izraelem. V roce 1982 v důsledku podpisu Egyptsko-izraelské mírové smlouvy se Izrael definitivně stáhl z okupovaného území Sinajského poloostrova. V případě Taby ale nebylo stažení provedeno, protože obě země vedly spor o přesnou trasu mezinárodní hranice. Situaci komplikoval fakt, že v Tabě Izraelci během okupace Sinaje zbudovali četné hotelové komplexy (hotel Sonesta a turistická vesnice). Jednání obou vlád započalo roku 1985. Na izraelské straně vyvolávalo možné stažení z Taby emoce a strana Likud kvůli tomu kritizovala své vládní kolegy ze Strany práce. Věc pak řešila mezinárodní arbitráž, která v září 1988 přiřkla území letoviska Taba Egyptu. V lednu 1989 proběhla na místě demarkace mezinárodní hranice a pak se odtud Izraelci stáhli.
Taba je v současnosti významným turistickým střediskem na Sinajském poloostrově s množstvím rozsáhlých hotelových komplexů, v jeho blízkosti se nachází i mezinárodní letiště Taba. Blízkost hranice a hotelová infrastruktura také z Taby činí vhodné místo pro diplomatická jednání. Například v říjnu 1993 zde Izraelci a Palestinci finalizovali praktické otázky naplňování dohody o palestinské samosprávě v pásmu Gazy a Jerichu.

## Teroristický útok
Na podzim 2004 došlo k teroristickým útokům na letovisko, ke kterým se přihlásily tzv. islámské brigády sjednocení. Atentáty si vyžádaly 27 mrtvých a přes 120 zraněných, většinou Egypťanů. Nejsilnější exploze nastala u hotelu Hilton, kde v troskách dvou automobilů vyšetřovatelé našli čtyři ohořelé mrtvoly útočníků a kde se po výbuchu zřítil strop haly.
Nejen kvůli tomuto teroristickému útoku jsou hranice s Izraelem velice ostře hlídané stálou vojenskou posádkou.